# South West Cape (Nowa Zelandia)
South West Cape (maori Puhiwaero) – przylądek na południowym wybrzeżu Wyspy Stewart. Jest to najbardziej na południe wysunięty punkt na wyspie.